# Fons Verheijen
Fons Verheijen (Vianen, 1 januari 1949) is een Nederlands architect.

## Loopbaan
Verheijen studeerde in 1975 cum laude af aan de Technische Hogeschool in Delft.
Na werkzaam te zijn geweest bij de bureaus Kruisheer en Hallink uit Rotterdam en Paardekooper uit Voorhout ging hij in 1982 als zelfstandig architect werken in Voorhout.
In 1990 vestigde het bureau Verheijen, Verkoren, De Haan (VVH) zich in Leiden. In 2001 werd dit VVKH Architecten door de toevoeging van Ronald Knappers en sinds 2004 staat deze afkorting voor Verheijen, Van Rijswijk, Knappers en De Haan. Het bureau is gevestigd naast het Kweekschool voor Zeevaart-gebouw aan het Noordeinde in Leiden.
Verheijen is vooral bekend van grote werken als museum Naturalis in Leiden, winkelcentrum Alexandrium in Rotterdam en het winkelcentrum The Wall in Utrecht. Ook is hij sinds 2001 als hoogleraar Bouwtechnisch Ontwerpen verbonden aan de faculteit Bouwkunde van de TU Delft.
Verheijen kwam in 2017 in het nieuws door zijn bezwaar tegen de manier waarop museum Naturalis in Leiden wordt verbouwd en uitgebreid. Hij is van mening dat daarmee zijn intellectuele eigendom wordt aangetast. In maart 2017 bepaalde de rechter in een voorlopige voorziening dat de werkzaamheden moesten worden stilgelegd in afwachting van de uitkomst van een door Verheijen aangespannen bodemprocedure. Na twee weken werd een schikking getroffen tussen Naturalis en Verheijen, waarbij hij een vergoeding van 1,5 miljoen euro krijgt, die hij zal bestemmen voor een stichting voor wetenschappelijk architectuuronderzoek. Daarnaast heeft Naturalis de architect een virtueel museum beloofd waarin het gehele interieur van zijn gebouw de komende tien jaar raadpleegbaar zal zijn.

## Werken
- 1992 BouwExpo BouwRai 1992 te Almere Filmwijk-Noord, woningen aan de Bette Davisstraat
- 1996 Uitbreiding winkelcentrum Alexandrium I, Rotterdam
- 1997 Museum Naturalis, Leiden
- 2003 Winkelcentrum The Wall, Utrecht
- 2007 Winkelcentrum Cruquius Plaza, Cruquius
- 2014 Huis van Hilde, Castricum

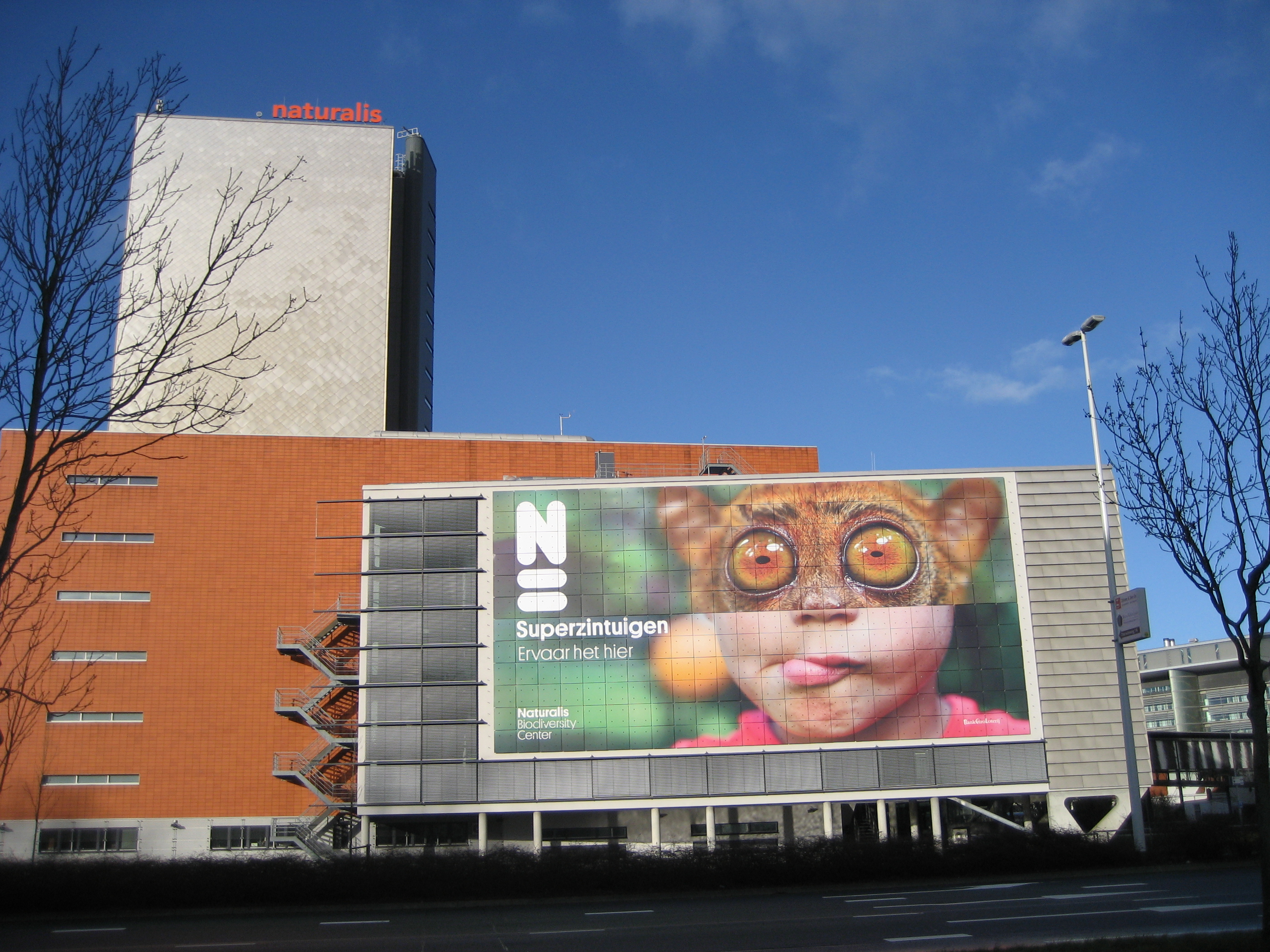
Naturalis (Leiden) 2013
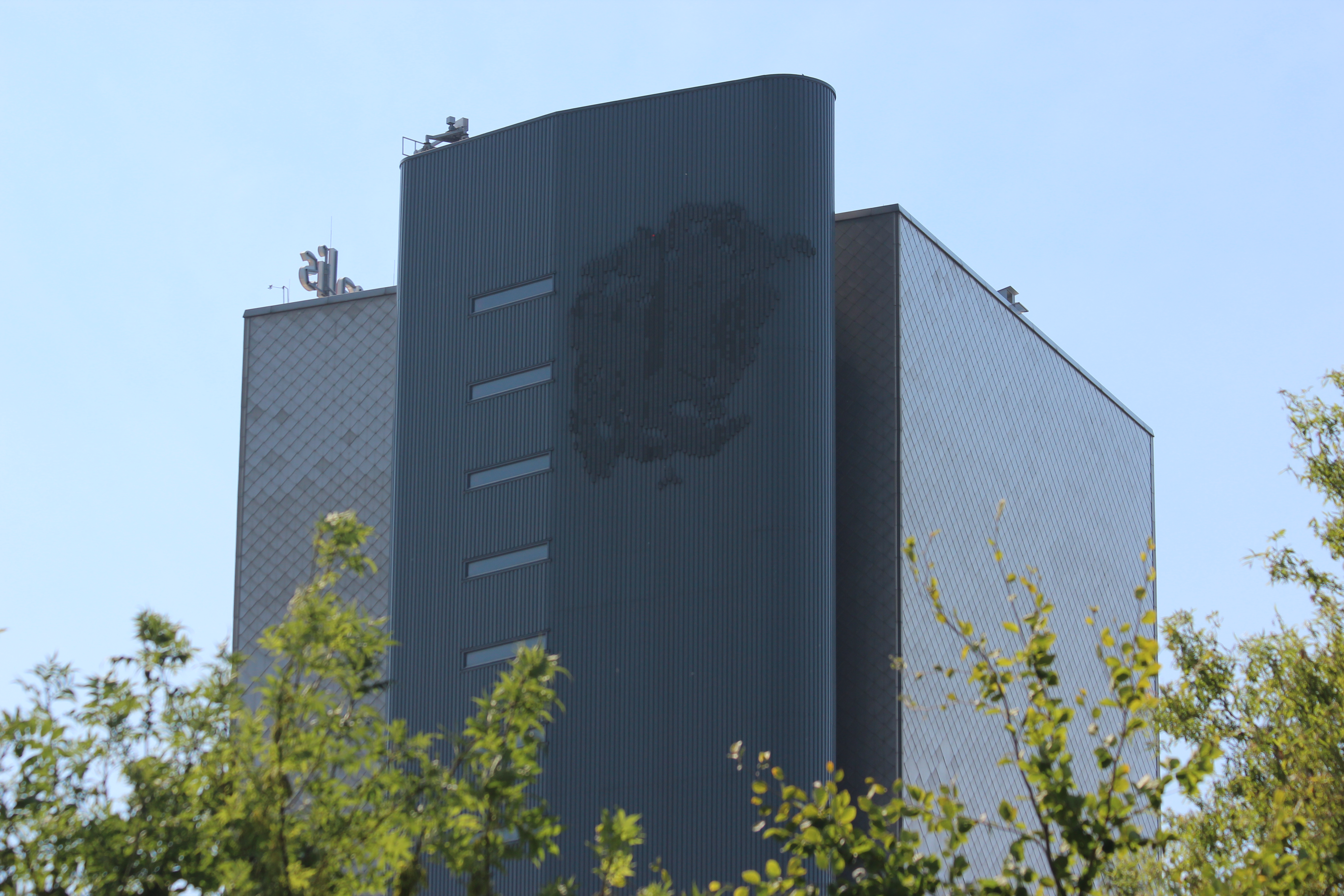
Naturalis (Leiden)
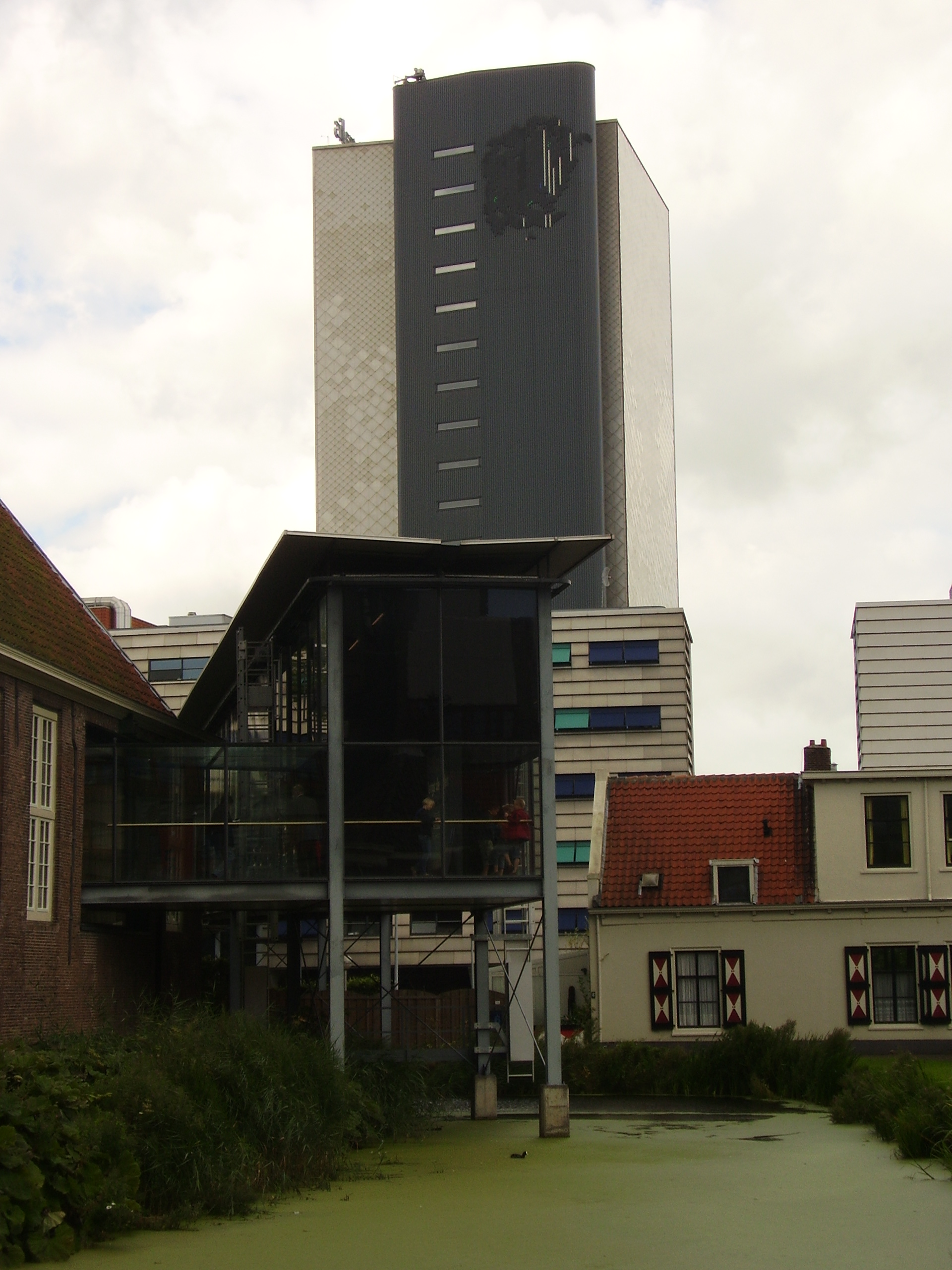
Naturalis (Leiden)
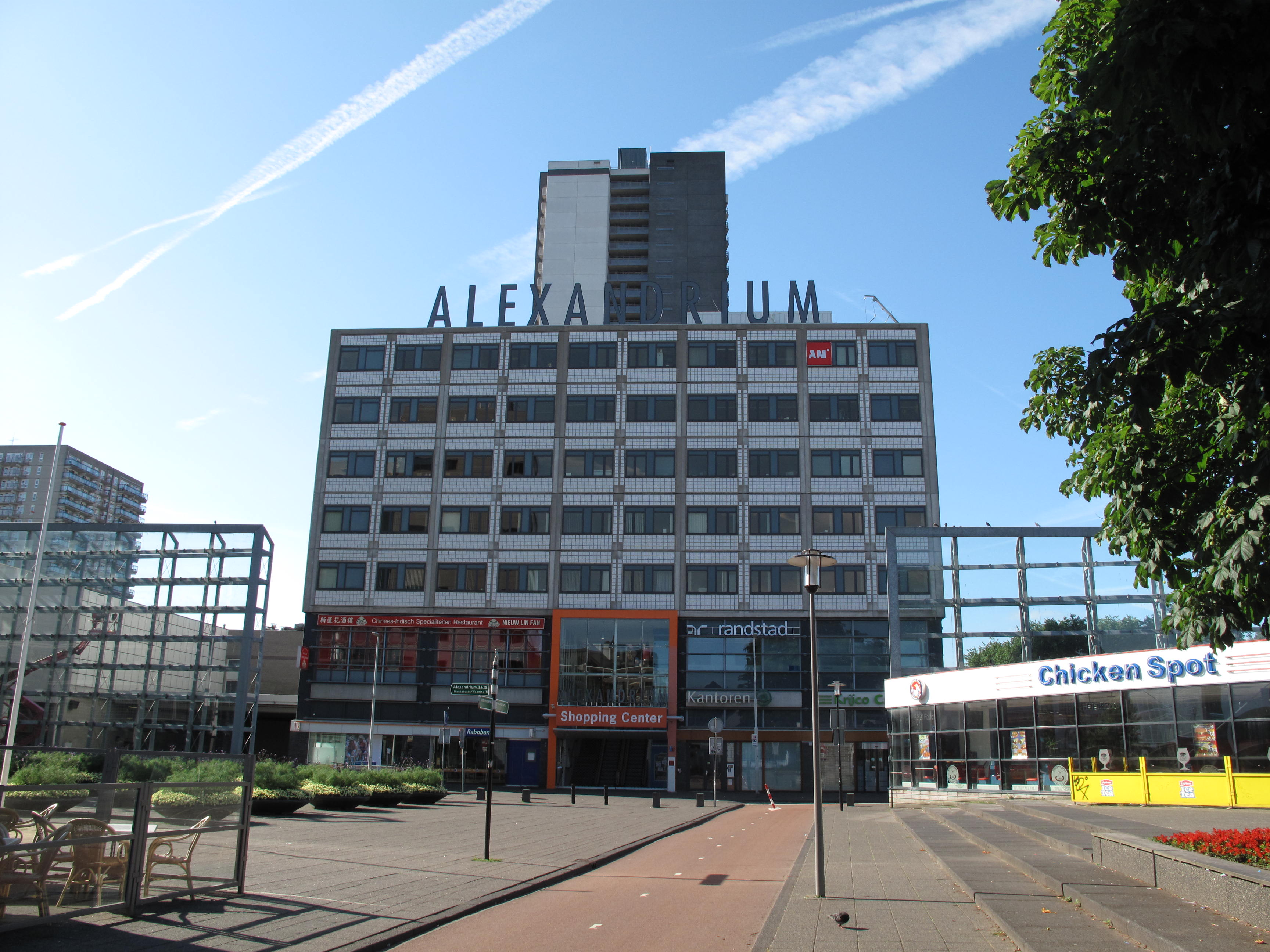
Alexandrium (Rotterdam)
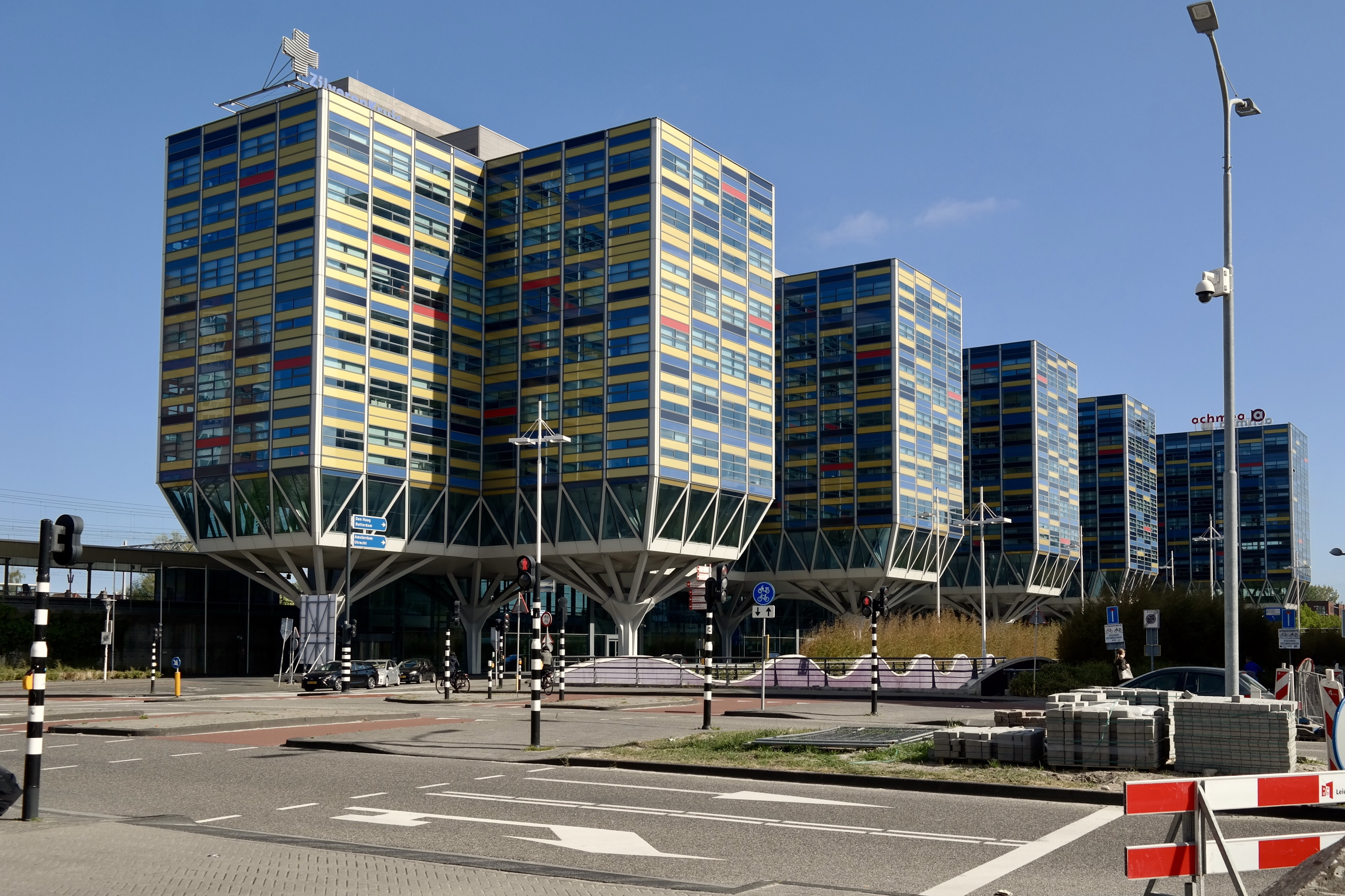
Kantoorgebouw Zilveren Kruis Achmea (Leiden)

- International Standard Name Identifier: 0000 0003 9647 9433
- Nederlandse Thesaurus van Auteursnamen: 238097617
- RKD-Nederlands Instituut voor Kunstgeschiedenis: 291975
- Virtual International Authority File: 291397355
- WorldCat: E39PBJp9rcWJK8XKHYCk7fcQMP